# Shine – Der Weg ins Licht
Shine – Der Weg ins Licht (manchmal auch Shine – Der Weg ans Licht) ist ein Film aus dem Jahr 1996 über den Pianisten David Helfgott, der an einer schizoaffektiven Störung leidet und mehrere Jahre in Nervenheilanstalten verbringt.
Neben Geoffrey Rush als Helfgott spielen Armin Mueller-Stahl, Noah Taylor, John Gielgud, Googie Withers, Justin Braine, Sonia Todd, Chris Haywood und Alex Rafalowicz. Das Drehbuch stammt von Jan Sardi und dem Regisseur Scott Hicks.

## Handlung
Basierend auf der den Tatsachen entsprechenden Geschichte des hochtalentierten australischen Pianisten David Helfgott, stellt der Film in einer Rückblende die traumatischen frühen Jahre des als Sohn polnisch-jüdischer Eltern aufwachsenden, zahlreiche lokale musikalische Wettbewerbe gewinnenden Wunderkinds bis zum Erwachsenenalter nach.
Der heranwachsende, bereits während der Kindheit das Klavierspielen erlernende David und seine Geschwister werden vom patriarchalischen Vater regelmäßig mit dessen Erinnerungen an die Kindheit in Europa und den Verlust der Familie in Konzentrationslagern konfrontiert. David sagt sich schließlich vom Vater los und verlässt das Elternhaus, um im Ausland zu studieren. Nach einem Nervenzusammenbruch kehrt er nach Australien zurück und verbleibt in einer psychiatrischen Einrichtung, um Symptome einer schizoaffektiven Störung zu kurieren. Viele Jahre später gibt ihm die Liebe zu der Astrologin Gillian die Kraft, trotz der Krankheit triumphal zur Bühne zurückzukehren. Als Barpianist das Selbstbewusstsein zurückgewinnend, tritt er schließlich wieder in Konzertsälen auf.

## Synchronisation
Die deutsche Synchronfassung entstand bei der Lingua Film GmbH in München. Das Dialogbuch schrieb Martin Umbach, der auch Geoffrey Rush im Film seine Stimme leiht. Die Synchronregie übernahm Gert Rabanus.

## Produktion
Da Geoffrey Rush bis zu seinem 15. Lebensjahr Klavierunterricht genommen hatte, wurde kein Double für Einstellungen klavierspielender Hände gebraucht.

## Auszeichnungen
Geoffrey Rush gewann den Oscar als bester Hauptdarsteller, nominiert wurde der Film für weitere 6 Oscars: Bester Nebendarsteller (Armin Mueller-Stahl), Beste Regie, Bester Schnitt, Beste Filmmusik, Bester Film sowie Bestes Originaldrehbuch.
Die Deutsche Film- und Medienbewertung FBW in Wiesbaden verlieh dem Film das Prädikat besonders wertvoll.

## Kritik
film-dienst 5/1997: „In fragmentarischem Erzählstil als große Rückblende aufgefächert, entfalten sich die ‚zwei Leben‘ Helfgotts bei aller Emotionalität diskret und unsentimental. Klassische Versatzstücke des Musikerfilms verbinden sich zu einer faszinierenden Suche nach dem Ursprung von Kreativität und Musikalität.“